# Flávio Ferreira
Flávio Nunes Ferreira (Nogueira do Cravo, Oliveira do Hospital, Portugal, 19 de octubre de 1991) es un futbolista portugués. Puede actuar tanto de defensa central como de mediocentro defensivo. Actualmente se encuentra sin equipo, por lo que su ficha está libre.

## Trayectoria
Flávio Ferreira se formó en la cantera del Académica de Coimbra. Jugador joven y prometedor, con el propósito de madurar como futbolista, fue cedido en 2009 al GD Tourizense. Por aquel entonces el club se encontraba en la Tercera División de Portugal, donde hizo una buena temporada marcando 3 goles. En la siguiente temporada fue de nuevo cedido, pero esta vez al SC Covilhã de la Segunda División de Portugal. En esta etapa el jugador destacó y demostró una excelente visión de juego, ayudando al equipo a mantener la categoría.
De vuelta al Académica en junio de 2011, al principio no era titular indiscutible en su puesto, pero poco a poco lo logró. Salió como suplente en la segunda parte de la final de la Copa de Portugal, ganando de esta manera su primer título.
Al comienzo de la temporada 2012/13 fue elegido capitán del equipo. El 10 de diciembre de 2012, fue nombrado por la SJPF (Sindicato de jugadores profesionales de fútbol) como el mejor jugador joven de los meses de octubre y noviembre en Portugal, consiguiendo el 49,3% de los votos. A pesar del interés de grandes clubes europeos, renovó su contrato con el Académica hasta junio de 2014.
Sin embargo, en junio de 2013, el Málaga CF le fichó para las tres próximas temporadas, más una cuarta opcional.

## Estadísticas
| Club                   | País     | Año       | Partidos | Goles |
| ---------------------- | -------- | --------- | -------- | ----- |
| GD Tourizense (cedido) | Portugal | 2009-2010 | 19       | 3     |
| SC Covilhã (cedido)    | Portugal | 2010-2011 | 22       | 0     |
| Académica de Coimbra   | Portugal | 2011-2013 | 43       | 1     |
| Málaga CF              | España   | 2013 -    | 16       | 0     |

## Palmarés
| Título           | Club                 | País     | Año  |
| ---------------- | -------------------- | -------- | ---- |
| Taça de Portugal | Académica de Coimbra | Portugal | 2012 |